# Маляренко Михайло Софронович
Миха́йло Софро́нович Маляре́нко (30 вересня 1918 — 13 вересня 1985) — радянський військовик часів Другої світової війни, навідник гармати 3-ї батареї 1520-го артилерійського полку 3-ї артилерійської бригади (38-ма армія, 4-й Український фронт), рядовий. Герой Радянського Союзу (1946).

## Біографія
Народився 30 вересня 1918 року в селі Мошориному Олександрійського повіту Херсонської губернії в селянській родині. Українець. Закінчив 9 класів, працював у колгоспі рідного села. Згодом переїхав до Сочі, де працював начальником відділення контори зв'язку.
До лав РСЧА призваний у жовтні 1939 року. Учасник німецько-радянської війни з 1944 року. Воював на 1-му Білоруському та 4-му Українському фронтах. Обіймав посаду лабораториста 380-го окремого артилерійського парку 3-ї корпусної артилерійської бригади. Згодом переведений навідником 1520-го артилерійського полку тієї ж бригади.
Особливо навідник гармати 3-ї батареї 1520-го артилерійського полку 3-ї гарматної артилерійської бригади відзначився під час боїв у Польщі. У боях на підступах до міста Бельсько-Бяла рядовий М. С. Маляренко особисто знищив 4 ДЗОТи та 2 капоніри. 1 лютого 1945 року поблизу міста Кенти Маляренко з товаришем потай підібралися до двох ДОТів і закидали один з них гранатами. У цей час червоноармієць Глибін, з яким Маляренко вів вогонь по ДОТах, був убитий. Залишившись один, Маляренко, будучи пораненим, увірвався до другого ДОТу, знищив 3-х та полонив 4-х солдатів супротивника.
По закінченні війни демобілізувався. Повернувся до Сочі. З 11 січня 1946 року працював у системі зв'язку сортувальником дільниці доставки. З 1979 року — інструктор з підготовки кадрів контори зв'язку. Помер 13 вересня 1985 року.

## Нагороди
Указом Президії Верховної Ради СРСР від 15 травня 1946 року за зразкове виконання бойових завдань командування на фронті боротьби з німецькими загарбниками та виявлені при цьому відвагу і героїзм, рядовому Маляренку Михайлу Софроновичу присвоєне звання Героя Радянського Союзу з врученням ордена Леніна і медалі «Золота Зірка» (№ 8981).
Також був нагороджений орденами Червоного Прапора (27.03.1945), Вітчизняної війни 1-го ступеня (11.03.1985) й медалями, в тому числі «За бойові заслуги» (05.10.1944).